# مايك سوندرز
مايك سوندرز (بالإنجليزية: Mike Saunders)‏ (1 أبريل 1972 بجامايكا - ) هو لاعب كرة قدم جامايكي في مركز الهجوم. لعب مع Minnesota Thunder ‏ وNew York Centaurs ‏ وSalem City FC ‏ وConnecticut Wolves ‏ وويتشاتا وينغز ‏.